# Helige ärkeängeln Gabriels kyrka, Šopić
Helige ärkeängeln Gabriels kyrka är en serbisk-ortodox kyrkobyggnad, belägen i byn Šopić i kommunen Lazarevac i Serbiens huvudstad, Belgrad.
Kyrkan är helgad åt ärkeängeln Gabriel och tillhör Šumadijas stift.

## Historik
Helige ärkeängeln Gabriels kyrka i Šopić byggdes år 1869. Enligt vissa källor ska det ha funnits en timmerstuga från 1815 på platsen där kyrkan står. Stugan ska också ha varit byggd på grunden av en äldre kyrka.

## Kyrkan
- Kyrkan är byggd i klassicistisk stil.[1]
- Kyrkan är enskeppig.[1]
- Den är byggd av tegel.[1]
- En del av ikonostasen är från 1908, vars ikoner antas vara gjorda av målaren Živko Jugović.[1]

## Bilder

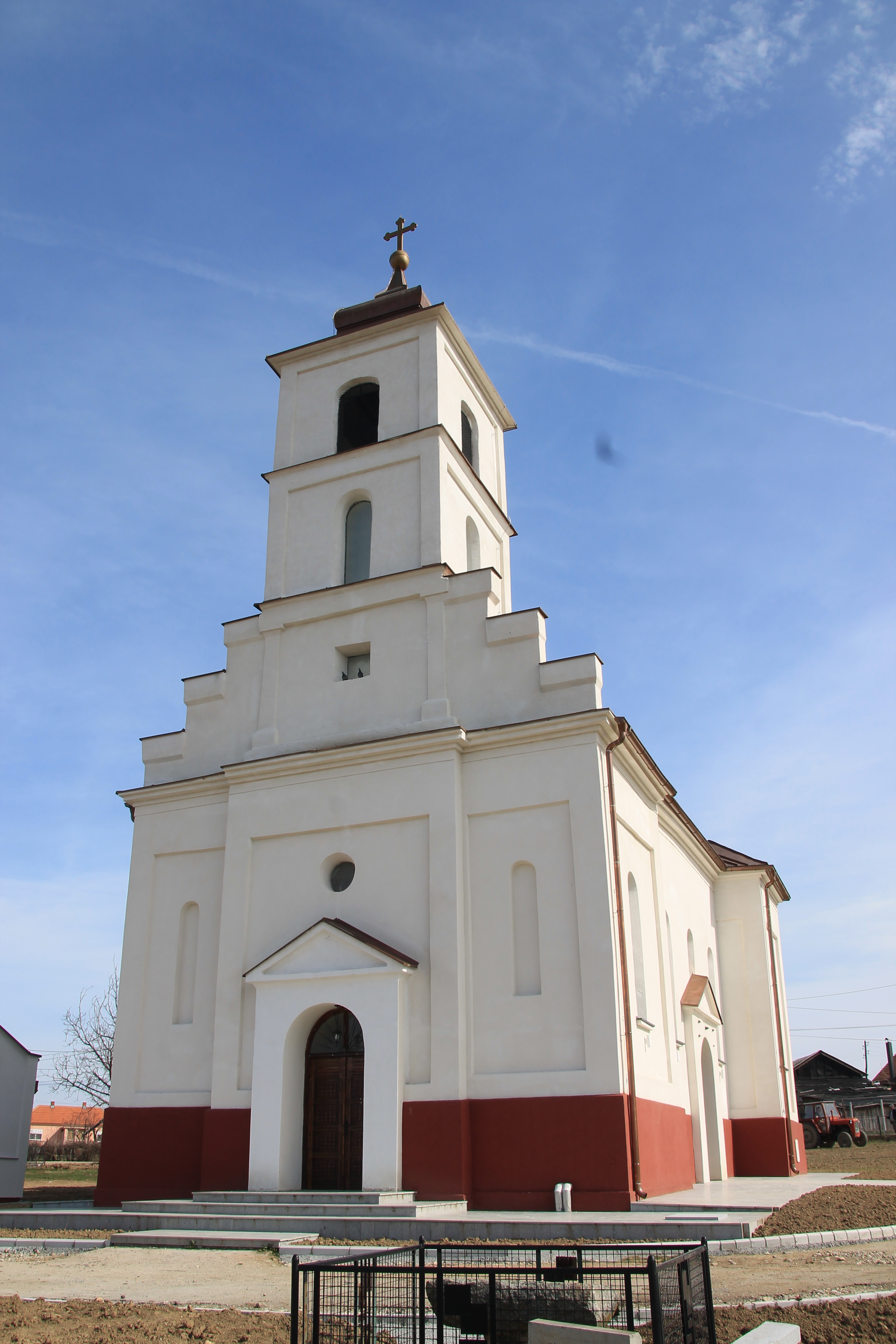
Kyrkan framifrån.
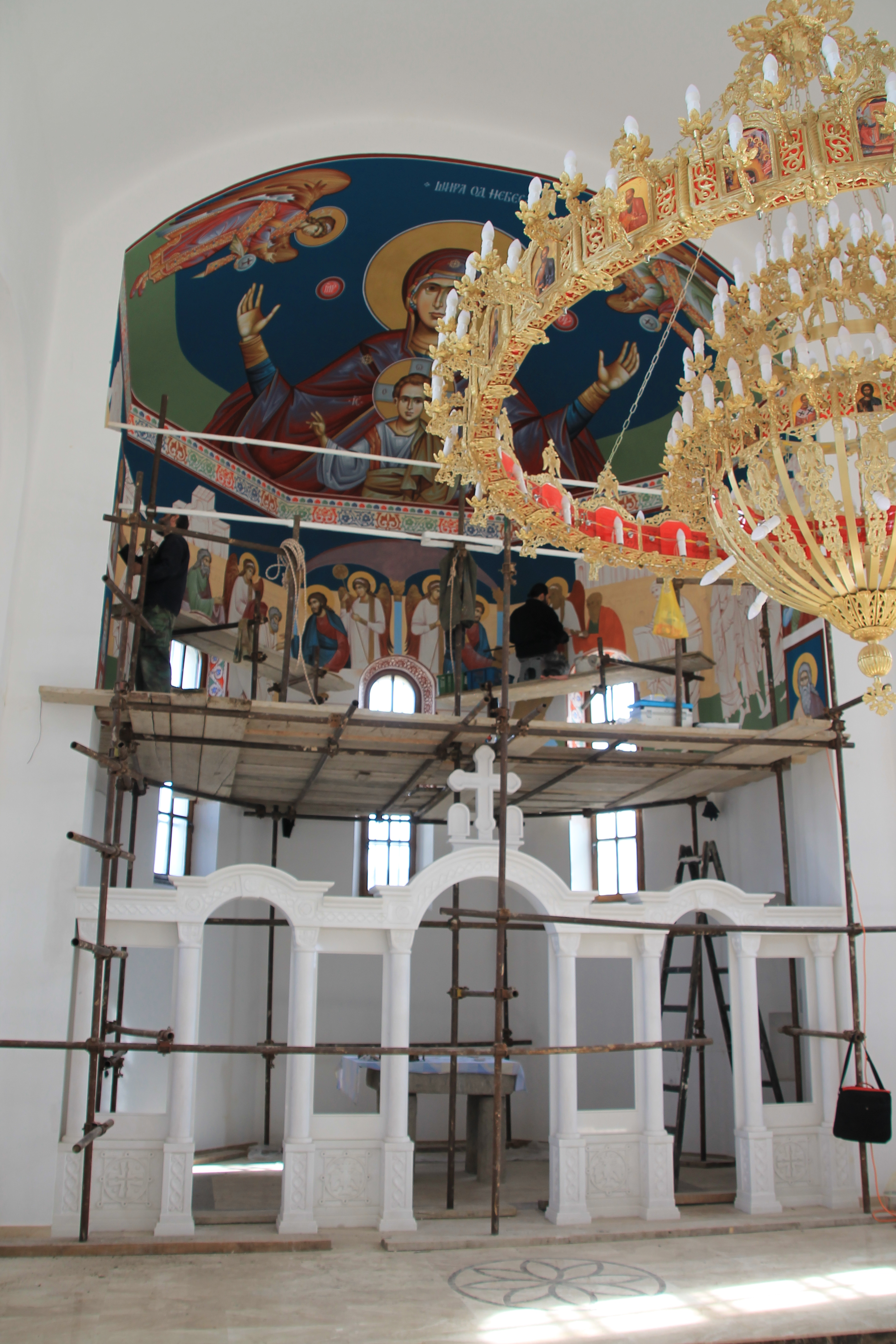
Kyrkans interiör mot ikonostasen under renovering.
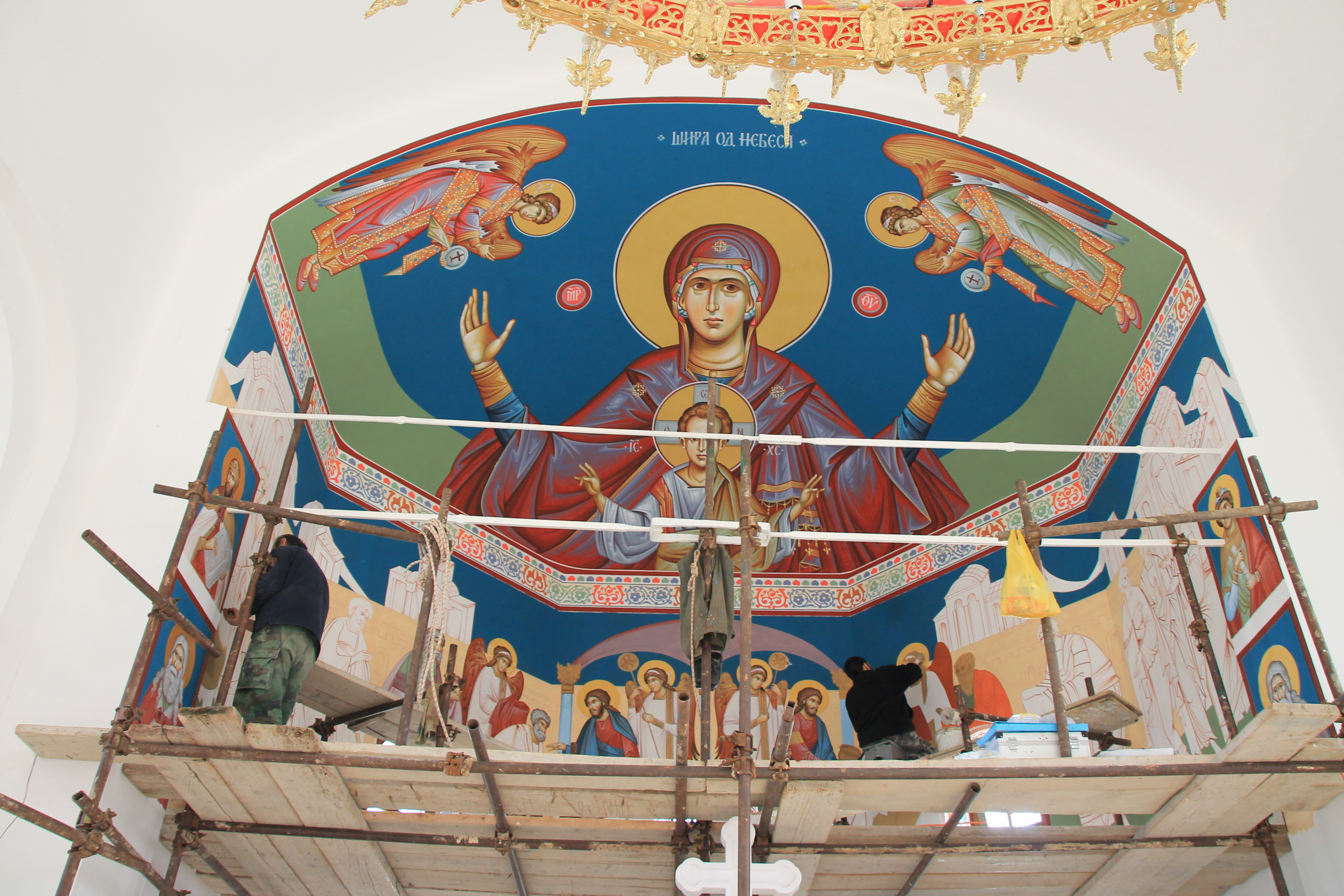
Interiören målas. Här syns bland annat Jungfru Maria (Guds Moder) och Jesusbarnet.